# Galabarç
El galabarç, galavars o veça groga (Vicia lutea L.) és una veça amb flors de color groc, sovint tacades de violeta, que viu a tot Europa, excepte el nord, i concretament a conreus, herbassars, vores de camins i a clapes de les garrigues de totes les províncies de Catalunya i del País Valencià, a Mallorca i a Menorca.

## Descripció
Es tracta d'una planta perenne, de fins a seixanta centímetres d'alt i prima. Les seves flors són de color groc pàlid amb taques de color morat, fan de dos a tres centímetres de mida i apareixen aïllades a sobre de peduncles molt curts. Les fulles tenen molts folíols com passa sovint a les espècies d'aquest gènere. Els llegums es caracteritzen per estar coberts de pèls que tenen un tubercle a la seva base. Floreix de maig a juliol.

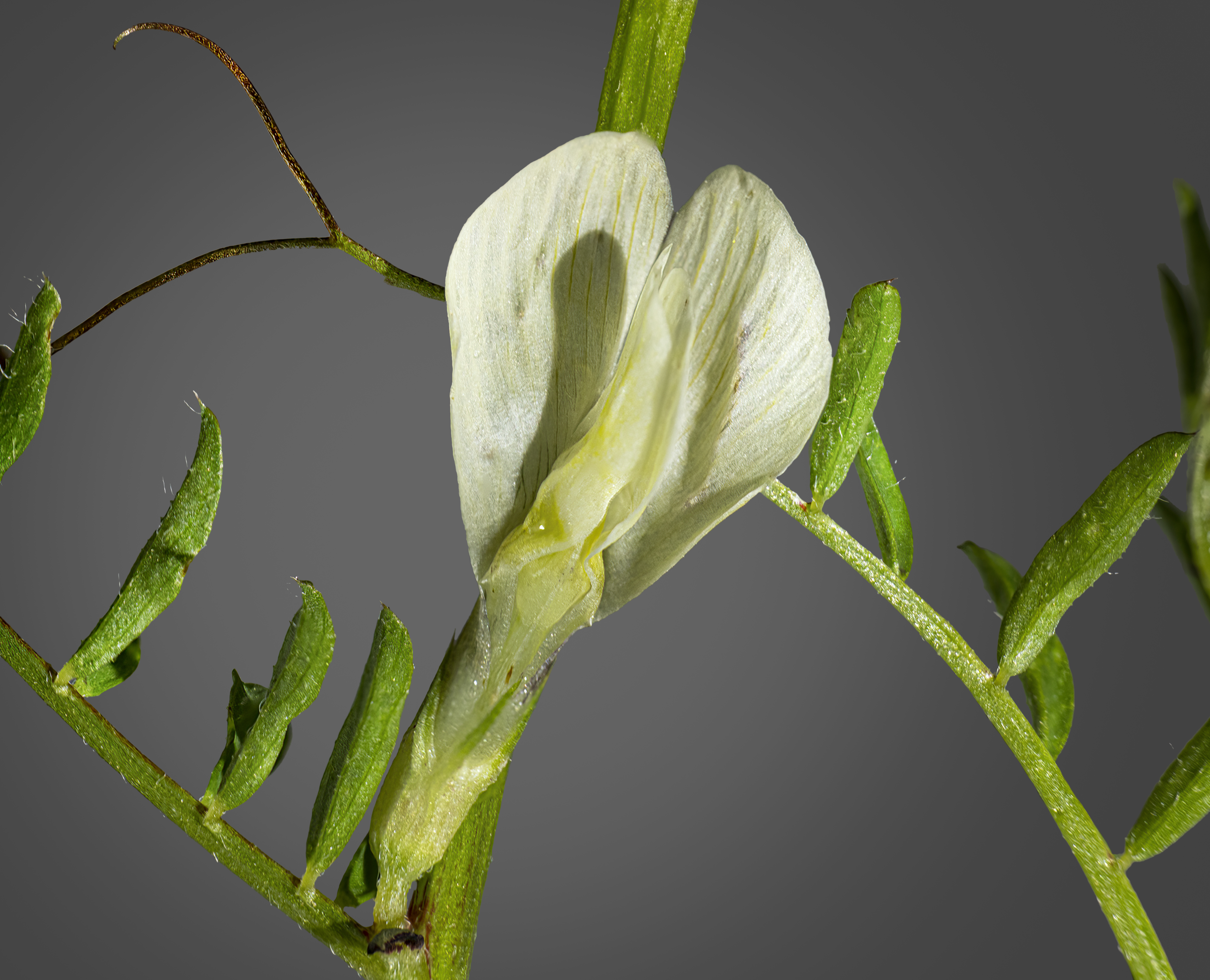
Flor
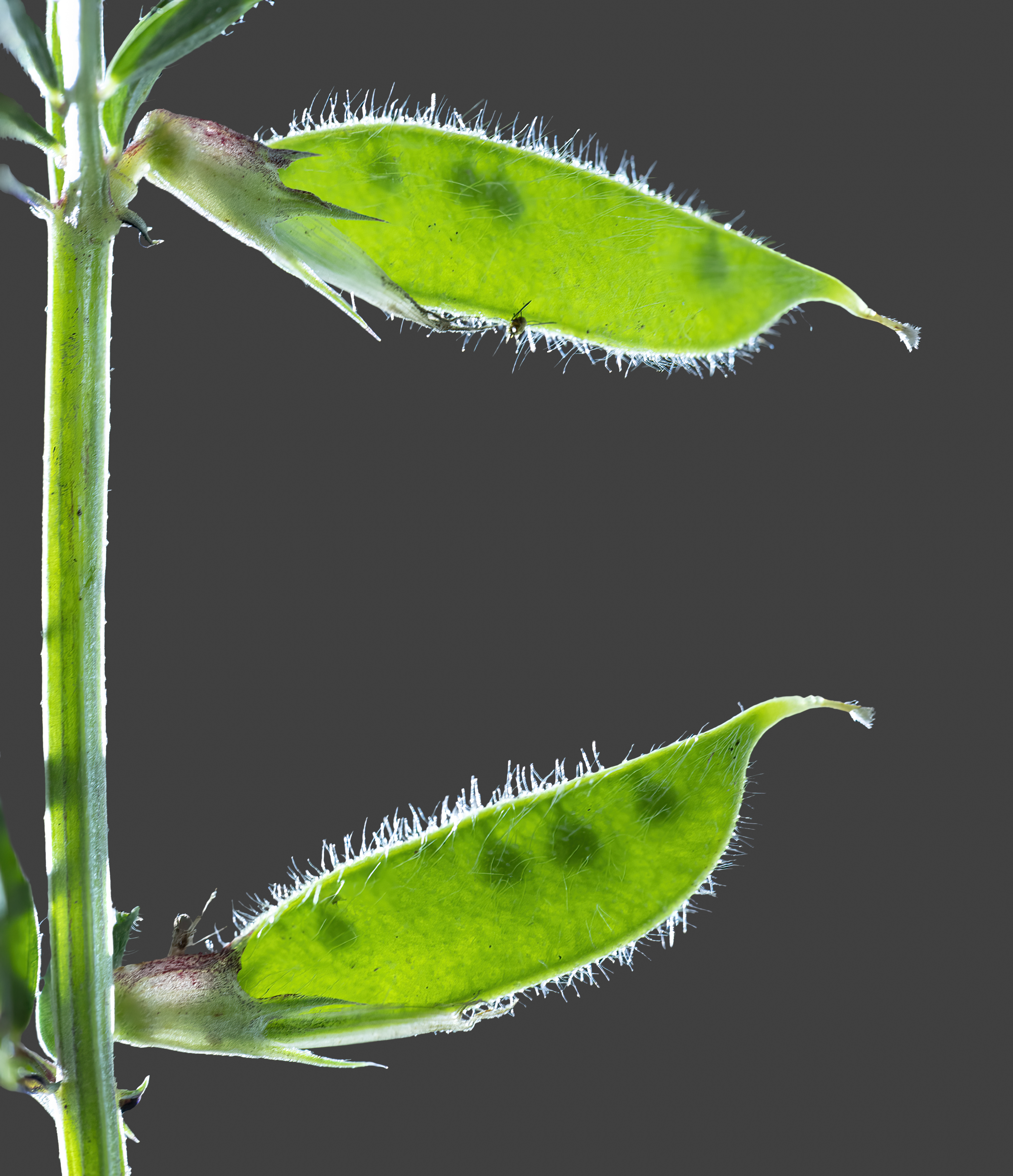
Fruites immadures